# تشابا كوفز
تشابا كوفز (بالمجرية: Köves Csaba)‏ (و. 1966  م) هو مبارز بالسيف مجري، ولد في بودابست، شارك في الألعاب الأولمبية الصيفية 2000، والألعاب الأولمبية الصيفية 1992، والألعاب الأولمبية الصيفية 1996، ومبارزة سيف الشيش في الألعاب الأولمبية الصيفية 1996 – فريق رجال سيف المبارزة ‏.

## روابط خارجية
- تشابا كوفز على موقع اللجنة الأولمبية الدولية (الإنجليزية)
- تشابا كوفز على موقع أوليمبيديا (الإنجليزية)
- تشابا كوفز على موقع اللجنة الأولمبية المجرية (الهنغارية)